# Авершин, Данил Денисович
Дани́л Дени́сович Аве́ршин (род. 10 марта 2002, Москва) — российский хоккеист, нападающий. Игрок клуба «Сочи», выступающего в КХЛ.

## Карьера
Воспитанник московского «Динамо», в составе которого начал выступать на уровне Кубка мэра среди юношей 2002 года рождения, а также на уровне открытого чемпионата Москвы среди юношей своей возрастной категории. В 2014 году Авершин перешёл в школу московского «Спартака».
С 2015 по 2016 года выступал в составе клуба «Дмитров» в открытом чемпионате Москвы среди юношей, а также на уровне первенства России. Летом 2016 года вернулся в систему «Спартака». В сезоне 2018/2019, в феврале 2019 года, дебютировал на профессиональном уровне в составе молодёжной команды МХК «Спартак». Помимо этого вызывался в состав юниорской сборной России для участия в международном турнире пяти наций среди юношей своей возрастной категории, проходившем в Чехии.
В сезоне 2020/2021 Авершин стал привлекаться к играм в составе аффилированного «Спартаку» клуба — воскресенского «Химика», а также попал в заявку на выездной матч основной команды против «Барыса», но на льду в тот день не появился. Дебютным матчем в КХЛ для Авершина стала домашняя игра против финского клуба «Йокерит», состоявшаяся 7 декабря 2020 года.
27 октября 2021 года в результате обмена пополнил систему московского «Динамо», подписав контракт до конца сезона 2021/22. Не проведя за «Динамо» ни одного матча, спустя два дня, в результате обмена перешёл в «Сочи».